# 智泉院 (東京都中央区)
智泉院（ちせんいん）は、東京都中央区にある天台宗の寺院。

## 歴史
寛永12年（1635年）に開山された。千代田区永田町の日枝神社の摂社である日本橋摂社の別当寺として創建された。
当院の本尊の薬師如来は、恵心僧都源信の作で、天海僧正が日本橋摂社の本地仏として勧請したものといわれている。
江戸時代には病を治す御利益のある薬師信仰が盛んで､茅場町のお薬師様は人々の信仰が厚かった。『江戸名所図会』には｢薬師堂､同じく御旅所の地にあり､本尊薬師如来は､恵心僧都の作なり､山王権現の本地仏たる故､慈眼大師勧請し給ふといへり､縁日は毎月八日､十二日にして､門前二・三町の間､植木の市立てり､別当は医王山智泉院と号す｣とある。
古典落語の心眼で、盲人の主人公梅喜が目を治してもらうために願掛けに通う「茅場町の薬師様」は、当院のことである。また、歌人で芭蕉十哲の一人､其角が境内地に住んでおり､「夕やくし涼しき風の誓いかな」という句を詠んでいる。
明治時代の神仏分離により日本橋摂社から切り離され、独立寺院になった

## 境内

### 天水鉢
境内にある一対の鉄製の大きな天水鉢は、1841年(天保12年)4月､当時この近辺の町名であった阪本町の人々が､深川の鋳物師、釜屋七右衛門に鋳造させた物。

### 地蔵尊
関東大震災で亡くなった人々の供養のために､日本橋魚河岸の地蔵講が、日本橋本小田原町で生まれた彫刻家、戸張狐雁に製作発願したもの。1927年(昭和2年)9月1日に除幕式が行われた。

## 交通アクセス
- 茅場町駅より徒歩1分。